# Парайко, Колтон
Ко́лтон Парайко (англ. Colton Parayko; род. 12 мая 1993, Сент-Альберт, Альберта) — канадский хоккеист, защитник клуба НХЛ «Сент-Луис Блюз». На драфте НХЛ 2012 был выбран «Сент-Луис Блюз» в третьем раунде под общим 86-м номером. Обладатель Кубка Стэнли 2019.

## Игровая карьера
Свою хоккейную карьеру Парайко начал в хоккейной школе родного города Сент-Альберт. В 2010 году Колтон перешёл в свой первый профессиональный клуб «Форт Макмюррей Ойл Баронс» из Юниорской хоккейной лиги Альберты, став одним из немногих североамериканских игроков попавших на драфт НХЛ не из клубов, образующих Канадскую хоккейную лигу. Парайко участвовал в драфте НХЛ 2011 года, но не был выбран ни одной из команд из-за неубедительного сезона 2010/11 года, в котором он набрал в 42 матчах всего 12 очков. Год спустя Колтон серьёзно улучшил собственную статистику, набрав уже 42 очка, и дошёл с командой до финала в розыгрыше плей-офф Юниорской хоккейной лиги Альберты.
После начала локаута 2012 года в НХЛ Парайко поступил в Аляскинский университет в Фэрбанксе по специальности «Деловое администрирование» (англ. Business Administration) и выступал два года за студенческую команду «Аляска Нанукс».
10 марта 2015 года Колтон подписал контракт с «Сент-Луис Блюз» и сразу же был отправлен в фарм-клуб «Чикаго Вулвз», выступающий в Американской хоккейной лиге. Во время предсезонного тренировочного лагеря «блюзменов» Парайко был вызван в первую команду тогдашним главным тренером Кеном Хичкоком и сумел зарекомендовать себя хорошими физическими показателями и видением площадки.
6 октября 2015 года Колтон сыграл свой первый матч в Национальной хоккейной лиге против «Эдмонтон Ойлерз». Парайко удалось с первой попытки закрепиться в команде, и в сезоне 2015/16 отыграть 79 игр с показателем полезности +28 в регулярном чемпионате.
20 июня 2017 года подписал с «Блюз» новый пятилетний контракт на общую сумму 25 млн долларов с зарплатой 5,5 млн долларов в год. Летом 2019 года в составе «Блюз» завоевал первый в истории франшизы Кубок Стэнли после победы в финале над клубом «Бостон Брюинз» в серии со счётом 4-3.
1 сентября 2021 года подписал с «Блюз» новый восьмилетний контракт на общую сумму 52 млн долларов.

## Статистика
| Легенда | Легенда                    | Легенда | Легенда                   | Легенда | Легенда    |
| ------- | -------------------------- | ------- | ------------------------- | ------- | ---------- |
| И       | Количество проведённых игр | Штр     | Штрафное время            | +/−     | Плюс-минус |
| Г       | Голы                       | П       | Голевые передачи          | О       | Очки       |
| -       | Статистика неизвестна      | —       | Статистика не учитывалась |         |            |